# Rychlý antigenní test na covid-19

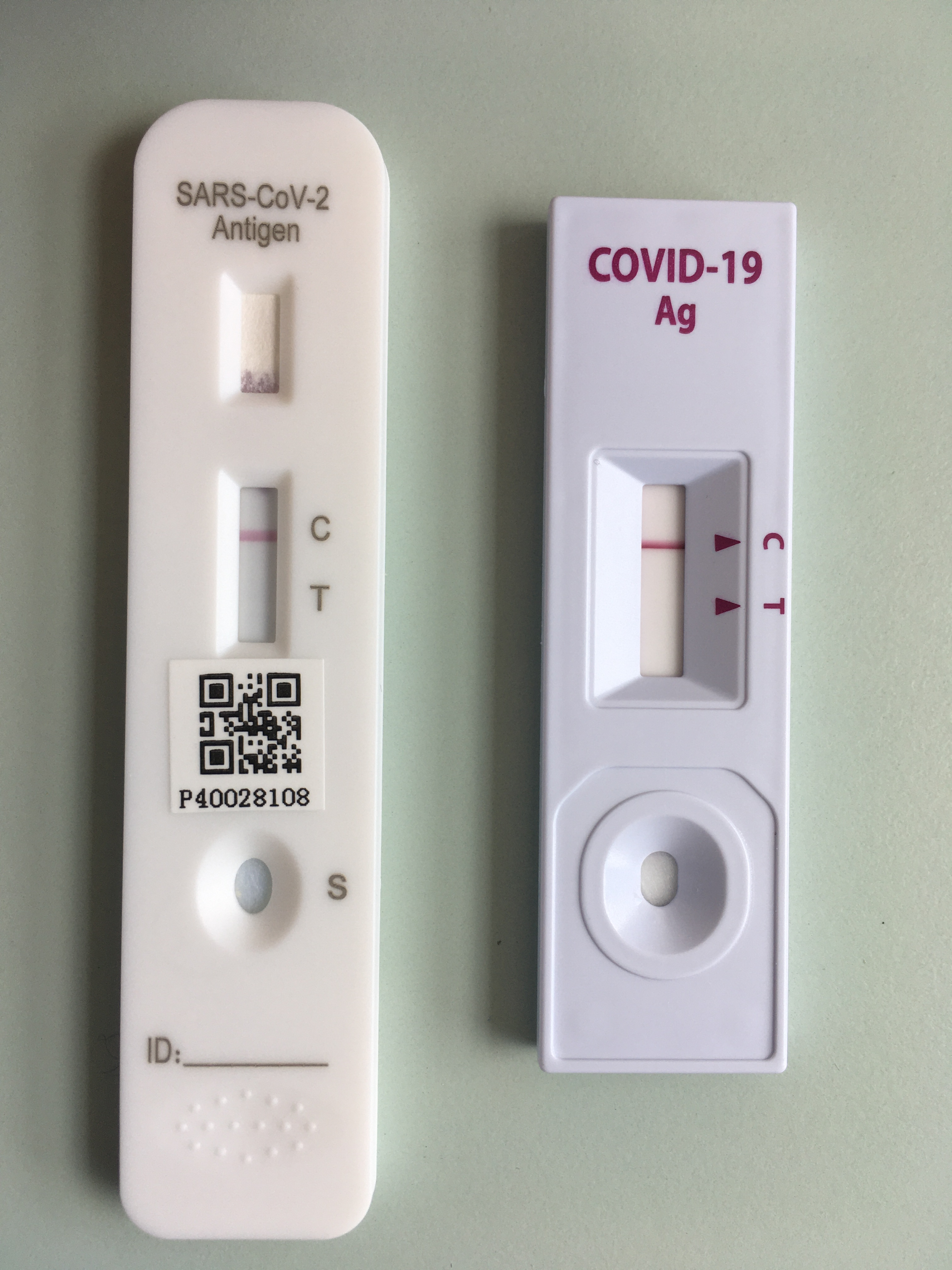
Rychlé testy SARS-CoV-2. Testy laterálního toku pro detekci virového antigenu

Rychlé antigenní testy na covid-19, často nazývané také COVID-19 lateral flow testy, jsou rychlé antigenní testy používané k detekci infekce SARS-COV-2 (covidu-19). Jsou rychle proveditelné s minimálním zaškolením, nabízejí významné cenové výhody, stojí zlomek ceny jiných forem testů na covid-19 a poskytují uživatelům výsledek do 5–30 minut. Mají však vysokou míru falešné negativity. Rychlé antigenní testy se používají v několika zemích jako součást hromadného testování nebo celopopulačního screeningu. Předpokládá se, že jsou cenné pro identifikaci osob, které jsou bez příznaků a mohly by potenciálně šířit virus na další osoby, které by jinak o své infekci nevěděly. Tím se liší od jiných forem testování covidu-19, jako je PCR, které jsou obecně považovány za užitečný test pro symptomatické osoby, protože mají vyšší citlivost a mohou přesněji identifikovat případy.

## Historie vývoje technologie rychlého testu na covid-19
Rychlé testy na covid-19 vznikly díky velkým investicím v rámci kontroverzního britského programu Moonshot, programu v hodnotě 100 miliard liber, jehož cílem je systematicky vyhodnocovat, vyvíjet a zavádět nové technologie pro testování covidu-19. Rychlé testy byly zpočátku součástí tohoto systematického hodnocení spolu s mnoha dalšími předpokládanými technologiemi pro testování covidu-19, jako jsou Lamp, Lampore, PCR v místě péče, hmotnostní spektrometrie a sdružování vzorků. Jak však hodnocení pokračovala, ukázalo se, že rychlé testy jsou nejúspěšnější formou testování covidu-19 v rámci tohoto programu, která doplňuje stávající testování PCR.

## Mezinárodní pokyny pro používání a vývoj technologie rychlých testů na covid-19
Počáteční vědecké zdůvodnění potenciální užitečnosti rychlých testů a globální směřování vývoje technologie rychlých testů bylo podpořeno prozatímními pokyny WHO, které upozornily na potenciální přínosy. Zpráva upozorňovala na to, že rychlé testy se mnohem snadněji provádějí a že jsou cenově výhodné. WHO doporučila jejich použití v ohniscích nákazy, pro včasnou identifikaci případů a pro sledování trendů onemocnění. Později a na základě rychle přibývajících studií toto doporučení rozšířila Evropská komise. Evropská komise doporučila použití technologie rychlých testů pro celopopulační screening v případech, kdy je podíl pozitivních testů vysoký nebo velmi vysoký. V lednu 2021 se Evropská komise dohodla na posílení svého stanoviska a obhajovala mnohem větší využívání rychlých testů s tím, že „pokud výzkum prokáže, že rychlé antigenní testy může testovaný provádět sám...., lze zvážit i samovyšetření s odborným vedením nebo bez něj.“.

## Počáteční studie
Jednu z definitivních studií rychlých testů dokončily organizace Public Health England, University of Oxford a University of Manchester a zahájili ji profesor Richard Body a Dr. Lennard Lee. Studie Falcon-C19, která byla zahájena během tří dnů 17. září. První pacient byl naverbován na parkovišti stadionu Manchester City Etihad v novém výzkumném centru pro testování covidu-19. Studie se rychle rozšířila na 14 komunitních výzkumných pracovišť po celém Spojeném království. Studie byla uzavřena 23. října, kdy bylo zařazeno 878 osob. Studie byla jednou z nejrychleji nabíraných britských výzkumných studií covidu-19 v zemi. Studie poskytla definitivní důkaz, že rychlotestovací zařízení jsou schopna zachytit pozitivní výsledky s vysokou přesností. V této studii byly validovány celkem 4 rychlotesty, včetně testů Innova a Orientgene, s použitím vzorků stěrů od osob se symptomatickým a asymptomatickým onemocněním.
V době kolem zveřejnění průběžné analýzy této britské studie bylo v USA potvrzeno, že od společnosti Abbott bude zakoupeno 100 milionů rychlých testů, které budou zaslány do celé země, aby mohly být zahájeny podobné americké studie, které doplní studie iniciované Oxfordskou univerzitou.

## Oceňovací studie ve světě
Slovensko se 2. listopadu stalo první zemí na světě, která zahájila celostátní hromadné testování pomocí rychlotestů. Pět milionů rychlotestů provedlo 60 000 pracovníků, kteří použili antigenní test SD Biosensor a provedli stěry u obyvatelstva. To pak vedlo Evropskou komisi k doporučení, aby se rychlotesty používaly jako součást celopopulačního screeningu. Dvě výzkumné studie publikované počátkem roku 2021, jedna od profesora Martina Kahance ze Středoevropské univerzity a jeho spoluautorů a druhá od Martina Pavelky z London School of Hygiene & Tropical Medicine a jeho týmu, naznačují, že účinky podzimní vlny hromadného testování rychlých antigenů na Slovensku pomohly potlačit pandemii v zemi, i když podle první studie byl účinek hromadného testování na pandemii dočasný a začal se rozptylovat zhruba po dvou týdnech.
Velká Británie pokračovala v probíhajícím programu vývoje rychlých testů s využitím rychlého testu Innova, a to s rostoucí naléhavostí, protože případů covidu-19 v Evropě přibývalo. Dne 6. listopadu zahájil premiér Boris Johnson celoměstský screening v Liverpoolu v rámci urychleného hodnocení technologie. Bylo také zahájeno další pilotní rozšíření rychlotestů pro mnoho odvětví, kde testování dosud nebylo k dispozici. Patřili mezi ně i studenti na univerzitách, které byly epidemiemi zvláště zasaženy. Tento program byl původně zahájen na Durhamské univerzitě, která disponovala infrastrukturou a odbornými znalostmi pro řízení programu rychlých testů, ale byl rozšířen na většinu britských univerzit a umožnil realizaci národního plánu ve stylu evakuace, aby se studenti dostali na Vánoce bezpečně domů. Rychlé testy byly zavedeny také v rámci Národní zdravotnické služby pro zaměstnance, aby se snížil možný přenos na pacienty, místní úřady a domovy pro seniory, aby bylo možné navštívit obyvatele. Dne 18. listopadu bylo ve Walesu dokončeno první testování v celém okrese Merthyr Tydfil. V této době bylo také zavedeno testování ve školách v USA pro studenty s příznaky a v portugalských pečovatelských domech a školách.
Celosvětové úsilí o zintenzivnění vyhodnocování rychlých testů bylo iniciováno oddělením pro mimořádné události Světové zdravotnické organizace (WHO), které 10. listopadu zahájilo rozsáhlý projekt zavádění rychlých diagnostických testů, k čemuž přispěla dohoda s Nadací Billa a Melindy Gatesových, která omezila náklady pro země s nízkými a středními příjmy.
Rakousko zahájilo celostátní hromadné testování 5. prosince a objednalo sedm milionů testů sestávajících z testů SD Biosensor a Siemens Clinitest (alias Orientgene).
Do poloviny prosince se objevila řada studií potvrzujících účinnost a úspěšnost použití rychlých testů k identifikaci osob s covidem-19, včetně studií v Nizozemsku, Velké Británii a USA. Všechny tyto studie umožnily zařazení rychlých testů do standardních národních strategií testování covidu-19. Celosvětové pilotování rychlých testů bylo nyní běžné ve školách v Kanadě, v cestovních centrech v Indonésii a v celé Indii.

## Obavy z používání
Mnoho osob vyjádřilo obavy, že přesnost rychlých testů není tak dobrá jako stávající forma testování covidu-19 pomocí PCR. Údaje zveřejněné z celoměstského screeningu ve Velké Británii v Liverpoolu ukázaly, že armádní operátoři testu skutečně dosáhli výkonnosti testů vyškolených laborantů, a to v návaznosti na další pilotní projekty v Indii. To vyvolalo drobné problémy ve vědecko-psychologické komunitě, kde se vedla debata o tom, zda rychlé testy nevedou k falešnému ujišťování a změně chování. Posun v myšlení o používání rychlých testů se však potvrdil po publikaci z USA. Profesor Michael Mina vyslovil teorii, že rychlotesty budou stále užitečné, protože identifikují infekční jedince, a potenciální přínosy pozorované při opakování rychlotestu a získání výsledku mnohem rychleji než při jiných formách testování. Hlavní klinická lékařka Spojeného království rovněž poznamenala, že rychlé testy poskytují prostředek k nalezení „lidí, které... bychom jinak nemohli najít“.
Evropská komise si všimla možnosti rychlejší identifikace případů a vzhledem k následnému nárůstu případů v Evropě se 11. prosince sešla a vypracovala společný evropský rámec pro „používání, validaci a vzájemné uznávání rychlých testů“ a vyčlenila 100 milionů eur na nákup testů od společností Roche a Abbott Laboratories. Stella Kyriakidesová, komisařka pro zdraví a bezpečnost potravin, uvedla: „Rychlé antigenní testy nám nabízejí rychlost, spolehlivost a rychlou reakci při izolaci případů COVID. To má zásadní význam pro zpomalení šíření pandemie.“
Další osoby vyjádřily obavy z pomalého zavádění a nasazení rychlých testů a možných ztrát na životech, ke kterým by v důsledku toho mohlo dojít. Akademická skupina z Kanady poznamenala, že polovině úmrtí v domovech pro seniory na počátku pandemie bylo možné zabránit pomocí rychlých testů.

## Celosvětové regulační schválení pro použití pro testování covidu-19
V návaznosti na úspěch četných studií po celém světě, jejichž cílem bylo analyzovat rychlé testy ze srpna 2020, byly rychlé testy schváleny regulačními orgány po celém světě jako součást strategie využití testování jako „nového přístupu k boji proti pandemii“. Dne 16. prosince se FDA stal prvním orgánem, který schválil rychlotest společnosti Abbott. Následně byl schválen domácí test Ellume COVID-19.
Rychlé testy schválila také kanadská zdravotní správa, přičemž její poradce profesor David Juncter poznamenal, že „nejlepší rychlé testy jsou velmi přesné při odhalování nakažlivých osob“, a odborník na infekční nemoci Jean Longtin poznamenal: „Umožní nám to postupovat rychleji než virus a najít kontakty osoby do hodiny nebo dvou, místo aby se čekalo 24 hodin“.
Britský úřad MHRA potvrdil 23. prosince schválení rychlotestu Innova pro testování pro vlastní potřebu. V návaznosti na jednoznačný celosvětový úspěch tohoto celosvětového vývoje rychlých testů sir John Bell, regius profesor medicíny na Oxfordské univerzitě, uvedl: „Rychlé testy byly ústředním kouskem dobré obrany proti koronavirům, protože byly rychlé, levné a dostupné pro opakované použití“.

## Rychlé testy jako „návrat k normálu“
Španělsko se stalo první zemí, která použila rychlé testy k usnadnění návratu k normálu, přičemž rychlé testy byly široce dostupné v lékárnách a v Barceloně se konal bezplatný hudební koncert pro osoby, které si nechaly udělat rychlý test. Podobný přístup byl použit v Albánii, aby se umožnilo pořádání hudebních festivalů. Mnozí odborníci si však tímto přístupem nebyli jisti a domnívali se, že „rychlotesty nejsou řešením pro opětovný návrat do normálního života“, ale mohly by být použity v kombinaci s dalšími důležitými opatřeními pro prevenci infekcí, jako je nošení vhodných osobních ochranných pomůcek, pravidelné mytí rukou a společenský odstup, aby lidé mohli trávit životně důležitý čas s těmi, které mají rádi, a zároveň přispět k jejich větší bezpečnosti.

## Nové kmeny covidu-19
Dne 22. prosince 2020 byl ve Spojeném království identifikován nový infekčnější kmen viru SARS-CoV-2, VOC-202012/01. Tento kmen se rychle rozšířil po celém světě. Vzhledem k rozšířenému celosvětovému používání této formy testování covidu-19 panovala obava, že tato varianta učiní rychlé testování zastaralým. V rámci zrychleného hodnocení technologie laterálního toku ve Velké Británii byly laboratoře Public Health England během 24 hodin schopny potvrdit, že rychlé testy v celosvětovém vývoji nejsou ovlivněny a že mohou novou variantu identifikovat. Bylo to proto, že rychlý test se obecně zaměřuje na nukleokapsidový protein, a ne na protein hrotu. Nedávno však byly identifikovány některé kmeny, které ovlivňují citlivost některých rychlých testů až 1000násobně. Naštěstí je četnost těchto nukleokapsidových mutací (konkrétně D399N) celosvětově stále relativně nízká a činí ~0,02 %.

## Humanitární využití rychlých testů
Kromě běžného komunitního použití byly rychlotesty využívány také v rámci humanitárního úsilí během pandemie. Po záplavách v Jakartě v Indonésii 2. prosince byly rychlotesty k dispozici v protipovodňových přístřešcích. Kromě toho po uzavření státních hranic v Evropě v důsledku mimořádné události nového kmene ve Spojeném království těsně před Vánocemi uvízlo téměř 6 000 řidičů kamionů bez potravin, což fakticky zastavilo vánoční dodávky potravin. Rychlé testy nasadili francouzští hasiči do 24 hodin u kanálu La Manche. Rychlé testy umožnily kamionům vyjet na silnici, dokončit dodávky a vrátit se na Vánoce ke svým rodinám, což ukázalo potenciální globální užitečnost snadno proveditelného testu na covid-19. Lékaři bez hranic důrazně podpořili používání rychlých testů v zemích s nižšími a středními příjmy, přičemž uvedli, že „testy na antigen covid-19 mohou přinést rychlé a akční výsledky a zajistit včasnou identifikaci osob nakažených virem na úrovni komunity“.

## Amerika a rychlé testy
Poté, co Spojené státy spolu s Velkou Británií původně značně investovaly do vývoje technologie rychlých testů, se další hodnocení rychlých testů jako součásti přístupů k hromadnému testování v USA zastavilo v důsledku patové situace kolem 900 miliard dolarů na pomoc v boji s covidem-19 obsažených v zákoně o konsolidovaných prostředcích na rok 2020, 2021. Návrh zákona byl kritizován za to, že výslovně nevyčlenil investice do rychlých testů jako nákladově úsporné a účinné formy celopopulačního testování. Vědci v USA, například profesor Michael Mina z Harvardovy univerzity, poznamenali, že testy jsou „velmi účinným doplňkem ke všemu ostatnímu, co lidé již dělají“, a že „domácí testy na covid-19 by mohly snížit míru infekce“. Tento názor podpořil profesor William A. Haseltine rovněž z Harvardu v článku v časopise Forbes, v němž navrhl, že „rychlé testování prováděné svépomocí by mohlo zastavit stále se zvyšující příliv nemocí a úmrtí“, a v článku profesorky Annie Sparrowové z Mount Sinai v New Yorku, v němž navrhla, že „levné hromadné testování je nezbytné pro vítězství nad pandemií“ vzhledem k „mimořádné situaci vysoce nakažlivého a rychle se šířícího kmene B117 ve Velké Británii a podobného kmene z Jižní Afriky“. Nicméně rychlé domácí testy na covid-19 byly v lednu 2021 po předchozím schválení FDA veřejně dostupné pro jednotlivce. Tyto testy byly hrazeny ze zdravotního pojištění v USA osobám s příznaky covidu-19 nebo těm, které byly v úzkém kontaktu s nakaženou osobou nebo s někým, kdo vykazoval příznaky. Článek v deníku Washington Post navrhl, že maximální přínos rychlých testů v USA by mohl být realizován až poté, co „federální vláda uhradí testování asymptomatických osob, protože přenos těmito osobami je tak velkou součástí epidemie“, protože testování těchto osob nebylo hrazeno ze zdravotního pojištění. Po zvolení nového prezidenta v lednu 2021 začaly USA zveřejněním prezidentských nařízení znovu investovat do vývoje technologie rychlých testů.

## Hodnota globálního trhu
V návaznosti na rozšířené používání rychlých testů po celém světě mají rychlé testy tržní hodnotu 15 miliard dolarů, nicméně se očekává, že od roku 2024 tento trh zanikne v důsledku očkování celosvětové populace do konce roku 2023. V USA činil trh s rychlými testy 3,9 miliardy USD s >20% růstem v nemocnicích, na klinikách, v Asii a Tichomoří, ale také jako testy pro koncové uživatele. Analytici mezinárodního trhu předpovídají, že výrobci rychlotestů budou čelit trvale rostoucím požadavkům, protože stále více jednotlivců a zemí začne používat rychlotesty k identifikaci osob s mírnějšími příznaky. Řada komentátorů a vědců z USA vyjádřila obavy, zda je celosvětová výrobní síť schopna uspokojit celosvětovou poptávku a vyrobit stovky milionů testů, které budou potřeba pro časté rychlé testování.